# 58 del Serpentari
58 del Serpentari (58 Ophiuchi) és un estel a la constel·lació del Serpentari. Té magnitud aparent +4,87 i s'hi troba a 57 anys llum de distància del sistema solar.
58 del Serpentari és un estel blanc-groc de la seqüència principal de tipus espectral F5V. Les dues components del sistema Diadem (α Comae Berenices), ι Pegasi A o ψ Capricorni són estels de característiques semblants a 58 del Serpentari. Aquesta última té una temperatura efectiva de 6.356 - 6.465 K, la xifra exacta varia segons la font consultada. Gira sobre si mateixa amb una velocitat de rotació projectada de 12 km/s, cosa que comporta que el seu període de rotació és inferior a 6,07 dies. Encara que presenta un contingut metàl·lic inferior al del Sol, diversos estudis determinen valors per al seu índex de metal·licitat [Fe/H] compresos entre -0,16 i -0,31; un valor mitjà de les diferents mesures suposa que la seva abundància relativa de ferro és un 43% inferior a la solar.
58 del Serpentari té una massa de 1,19 masses solars i la seva edat s'estima entre 1.900 i 3.500 milions d'anys. Igual que el Sol i la major part dels estels del nostre entorn, 58 Ophiuchi és un estel del disc fi.